# Félix (ort)
Félix är en ort i Spanien.   Den ligger i provinsen Provincia de Almería och regionen Andalusien, i den södra delen av landet, 400 km söder om huvudstaden Madrid. Félix ligger 827 meter över havet och antalet invånare är 567.
Terrängen runt Félix är huvudsakligen kuperad, men västerut är den bergig. Runt Félix är det ganska tätbefolkat, med 90 invånare per kvadratkilometer. Närmaste större samhälle är Almería, 18,0 km öster om Félix. Omgivningarna runt Félix är i huvudsak ett öppet busklandskap.